# Asentamiento Morixe
Asentamiento Morixe era un asentamiento informal de viviendas, que se ubicaba en el barrio de Caballito, ciudad de Buenos Aires, Argentina. Según la cultura argentina, este tipo de asentamientos recibe el nombre de villas de emergencia.

## Ubicación
El asentamiento recibía el nombre de Morixe por encontrarse contiguo a la exfábrica del mismo nombre. Se encontraba en el barrio porteño de Caballito, centro geográfico de la ciudad.
Sus límites eran entre la calle Gral. Martín de Gainza, los fondos del estadio Arquitecto Ricardo Etcheverri del Club Ferro Carril Oeste, la Avenida Avellaneda, el Puente provisorio de conectividad vial y emplazamiento, los talleres ferroviarios, y las vías de la Línea Sarmiento.

## Población
Según el censo nacional de 2001 del INDEC, en el asentamiento se ubicaban 42 familias, en 2007 los hogares fueron desalojados, al construirse el Puente provisorio de conectividad vial y emplazamiento que cruza las vías del ferrocarril y el lado oeste de la villa.